# Рабетинкол
Рабетинкол (Рабетино или Рабетинска река) — историко-географска област в западния дял на Северна Македония. Областта обхваща селата източно от град Кичево, край завоя на Рабетинска река.

## Села
Селата покрай течението на Патейчка и Рабетинска река влизат в границите на областта. Според проучванията на Тома Смилянич в периода от 1921 до 1926 година самата област се дели на две по-малки части:
| Рабетинкол | Рабетинкол                                                                                           |
| --- | --- |
| Горно Рабетино 1. Рабетино 2. Дупяни 3. Патец 4. Козичино 5. Светораче 6. Речани 7. Крушица 8. Орланци 9. Челопеци 10. Миокази | Долно Рабетино 1. Лисичани 2. Дворци 3. Пласница 4. Преглово 5. Латово 6. Русяци 7. Ореовец 8. Ижище |

Все пак традиционно Рабетинкол представлява само Горно Рабетино, съответно селата край завоя на Рабетинска река, докато онези покрай река Треска, които се отнасят към Долно Рабетино, спадат към областта Долно Кичево.